# Claas
Claas er en tysk multinational fabrikant af jordbrugsredskaber og -maskiner. Virksomheden er især kendt for sine mejetærskere, snittere, ballepressere og traktorer. Koncernen er etableret i 1913 og har hjemsted i Harsewinkel i Tyskland. Claas betragtes som en af verdens førende mejetærskerfabrikanter og fremstillede i 2013 i alt 450.000 mejetærskere. Claas har også verdens bedst sælgende selvkørende snitter i sortimentet. Omsætningen var i 2013 på 3,8246 mia. Euro og der var 9.697 medarbejdere. Virksomheden har afdelinger i Europa, USA, Argentina og Indien.

## Historie
Claas-koncernen blev etableret i 1913  da August Claas, udviklede virksomheden i Clarholz i Tyskland. I 1919 blev virksomheden flyttet til Harsewinkel, hvor virksomheden fokuserede på fremstilling af mejere. To år senere fik de patent på et knytteapparat. I 1930 blev den første mejetærsker udviklet til det europæiske marked og i 1934 blev den første pickup-ballepresser udviklet. I 1936 begyndte markedsføringen af den første mejetærsker i Europa.
I 1946 blev den første selvkørende mejetærsker introduceret. I midten 1950'erne åbnede de en fabrik i Paderborn og i 1961 den første udenfor Tyskland i Metz i Frankrig. Claas overtog Josef Bautz, (jordbrugsmaskinefabrik) i 1969 og udvidede produktlinjen til grøntmaskiner.
Claas lancerede sin første traktor i 1997. I 2013 indgås en samarbejdsaftale med SAME Deutz-Fahr om udvikling af traktorer i størrelsen 70-110 HK.

## Claas Museum
Claas Museum er lokaliseret i Claas Technoparc i Harsewinkel og fremfører og udstiller en del af historien indenfor landbrugsmaskiner og høstmaskiner.